# Dennis Oppenheim

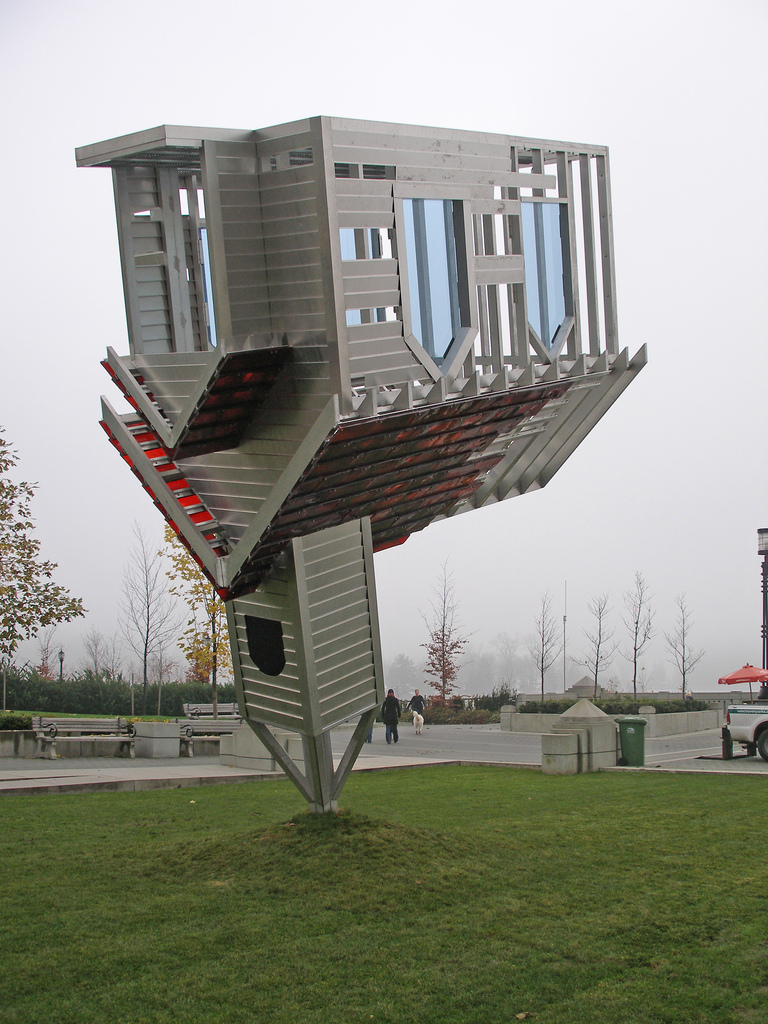
Device to Root Out Evil (1997) (Congegno per sradicare il male) nella sua precedente collocazione a Vancouver

Dennis Oppenheim (Electric City, 6 settembre 1938 – New York, 22 gennaio 2011) è stato un performance artist statunitense.

## Biografia
È un artista concettuale noto per la sua attività nel campo della performance art, della Land Art,  della video art e della Arte pubblica
Nel 1966 si trasferisce a New York dove realizza la sua prima mostra personale. Intorno agli anni ottanta Oppenheim si dedica soprattutto alla realizzazione di grandi installazioni spesso in spazi pubblici.
Nel 1997 ha partecipato alla 47. Biennale di Venezia  curata da Germano Celant (http://www.dennis-oppenheim.com/skin/photo.jpg)
È scomparso nel 2011 all'età di 72 anni.

## Dennis Oppenheim nei musei italiani
- Museo d'arte contemporanea di Rivoli (TO)
- Museo all'aperto di arte contemporanea (Catanzaro)
- MAGI '900 di Pieve di Cento (BO)